# Bruno Wavelet
Bruno Wavelet est un athlète français né le 20 novembre 1974 à Dunkerque, spécialiste du 400 mètres.

## Biographie
Il remporte le titre du 400 mètres lors des championnats de France en salle 1998.
Aux championnats du monde en salle de Maebashi, en 1999, Bruno Wavelet et ses coéquipiers de l'équipe de France Marc Foucan, Emmanuel Front et Fred Mango établissent un nouveau record de France du 4 × 400 mètres en salle avec le temps de 3 min 06 s 37, se classant sixième de la finale.
Il participe aux Jeux olympiques de 2000, à Sydney, où il s'incline dès les séries du 4 × 400 m. En 2001, il remporte la médaille de bronze du 4 × 400 m des Jeux méditerranéens.

### Palmarès
- Championnats de France d'athlétisme en salle :
  - vainqueur du 400 m en 1998

### Records
| Épreuve | Performance | Lieu  | Date            |
| ------- | ----------- | ----- | --------------- |
| 400 m   | 45 s 98     | Paris | 23 juillet 2000 |